# Робер Ле Віган
Робе́р Ле Віга́н (фр. Robert Le Vigan, справжнє ім'я та прізвище — Робе́р-Шарль-Алекса́ндр Кокійо́ (фр. Robert-Charles-Alexandre Coquillaud); 7 січня 1900, Париж, Франція — 12 жовтня 1972, Танділь, Аргентина) — французький актор.

## Біографія
Робер-Шарль-Александр Кокійо народився 7 січня 1900 року у 18-му окрузі Парижа в сім'ї лікаря-ветеринара. Після навчання в консерваторії драматичного мистецтва у 1918 році почав кар'єру театрального актора. Працював в театрах Імперіал (фр. Théâtre Impérial), Арлекін (фр. L'Arlequin) Мулен де ла Шансон (фр. Moulin de la Chanson), зігравши з 1918 до 1942 року понад тридцять ролей.
На початку 1930-х Ле Віган, взявши псевдонім за назвою одного з передмість, дебютував у кіно, знявшись у фільмі «П'ять проклятих джентльменів» (1931) Жульєна Дювів'є. Від 1931-го і до 1943 року зіграв понад 60, переважно невеликих та другорядних, кіноролей. Вершиною його кар'єри стала роль Ісуса Христа у фільмі Ж. Дювів'є «Голгофа» (1935). Як пише кінознавець Жанетт Венсендо, Ле Віган був «блискучим, екстравагантним актором», який «спеціалізувався на підозрілих, з поганою славою, загрозливих або діаболічних персонажах» (англ. specialised in louche, menacing or diabolical characters).
Після окупації Франції Німеччиною Ле Віган вступив до профашистської партії, проголошував антисемітизм і рекомендував підкорятися німецькій владі, періодично виступаючи на Radio-Paris у серії передач «Ритми часу». У серпні 1944 року, після звільнення Франції, Ле Віган втік до німецького міста Зігмарінгена. При спробі повернутися у Францію був заарештований на швейцарському кордоні та поміщений у в'язницю. У листопаді 1946 року на суді колишні колеги Ле Вігана — Жан-Луї Барро, Мадлен Рено, режисер Жульєн Дювів'є захищали актора, посилаючись на його слабкий характер і вплив на актора його друга — письменника Луї-Фердинанда Селіна. Незважаючи на аргументи захисту, Робер Ле Віган був засуджений на десять років каторги, позбавлений французького громадянства, його майно було конфісковане. У 1949-му Ле Віган був умовно-достроково звільнений і висланий до Іспанії, звідки згодом перебрався до Аргентини, де мешкав до своєї смерті у 1972 році.

## Фільмографія (вибіркова)
| Рік  |   | Українська назва                 | Оригінальна назва                    | Роль                          |
| ---- | - | -------------------------------- | ------------------------------------ | ----------------------------- |
| 1931 | ф | П'ять проклятих джентльменів     | Les cinq gentlemen maudits           | Дональд Страубер              |
| 1932 | ф | Жовтий собака                    | Le chien jaune                       | лікар Ернст Мішу              |
| 1932 | ф | Дівчинка і мільйон               | Une jeune fille et un million        | співробітник агентства        |
| 1933 | ф | Кнок, або торжество медицини     | Knock, ou le triomphe de la médecine | Муске, фармацевт              |
| 1933 | ф | Маленький король                 | Le petit roi                         | дурень                        |
| 1933 | ф | Тунель                           | Le tunnel                            | Брос, криміналіст             |
| 1933 | ф | Безіменна вулиця                 | La rue sans nom                      | Вануель                       |
| 1934 | ф | Мадам Боварі                     | Madame Bovary                        | Льору                         |
| 1934 | ф | Ідеальна жінка                   | La femme idéale                      | Жерарден                      |
| 1934 | ф | Численна сім'я Famille nombreuse | шеф-ад'ютант Сандрі                  |                               |
| 1934 | ф | Марія Шапделен                   | Maria Chapdelaine                    | Тит-Сібе, цілитель            |
| 1935 | ф | Справа півника                   | L'affaire Coquelet                   | Пуаро, садівник               |
| 1935 | ф | Голгофа                          | Golgotha                             | Ісус Христос                  |
| 1935 | ф | Рота                             | La bandera                           | Фернандо Лукас                |
| 1935 | ф | Жером Перро, герой барикад       | Jérôme Perreau héros des barricades  | кардинал Джуліо Мазаріні      |
| 1936 | ф | Бунтівники з Ельсінора           | Les mutinés de l'Elseneur            | Шарль Деві                    |
| 1936 | ф | Принц на шість днів              | Le prince des Six Jours              | Фую, глядач                   |
| 1936 | ф | Женні                            | Jenny                                | Альбінос                      |
| 1936 | ф | Один з легіону                   | Un de la légion                      | Ледюк                         |
| 1936 | ф | Єлена                            | Hélène                               | лікар Реньє                   |
| 1936 | ф | На дні                           | Les bas-fonds                        | актор-алкоголік               |
| 1937 | ф | Людина нізвідки                  | L'homme de nulle part                | граф Папіано                  |
| 1937 | ф | Розмарин                         | Romarin                              | Наполеон Орсіні               |
| 1937 | ф | Порт Франко                      | Franco de port                       | Анрі                          |
| 1937 | ф | Фортеця тиші                     | La citadelle du silence              | Гранов                        |
| 1937 | ф | Оживлення                        | Regain                               | бригадир                      |
| 1938 | ф | Жінка з кінця світла             | La femme du bout du monde            | Арлонже, судновласник         |
| 1938 | ф | Захід                            | L'occident                           | Тайєб ель Хайн                |
| 1938 | ф | Утікачі з Сент-Ажиля             | Les disparus de St. Agil             | людина-невидимка              |
| 1938 | ф | Буря в Азії                      | Tempête sur l'Asie                   | сер Річард                    |
| 1938 | ф | Набережна туманів                | Le quai des brumes                   | художник Мішель Кросс         |
| 1938 | ф | Дрібниця                         | Le petit chose                       | Роже                          |
| 1938 | ф | Літак з півночі                  | L'avion de minuit                    | лікар                         |
| 1938 | ф | Бунтівний Ернест                 | Ernest le rebelle                    | Губернатор-президент Маріпози |
| 1939 | ф | Жирне теля                       | Le veau gras                         | Ґрусґольт                     |
| 1939 | ф | Луїза                            | Louise                               | художник Гастон               |
| 1939 | ф | Світ здригнеться                 | Le monde tremblera                   | секретар суду                 |
| 1939 | ф | Останній поворот                 | Le dernier tournant                  | кузен-шантажист               |
| 1939 | ф | Примарний віз                    | La charrette fantôme                 | панотець Мартен               |
| 1940 | ф | Втрачений рай                    | Paradis perdu                        | Едуар Борденав                |
| 1941 | ф | Романтика в Парижі               | Romance de Paris                     | мосьє Лормель                 |
| 1941 | ф | Убивство Діда Мороза             | L'assassinat du Père Noël            | Леон Віллар, учитель          |
| 1942 | ф | Номер 13                         | Chambre 13                           | Фенуй                         |
| 1942 | ф | Білий патруль                    | Patrouille blanche                   | комісар Паскаль               |
| 1942 | ф | Приватне життя                   | Vie privée                           | Ремі Жеро                     |
| 1942 | ф | Андорра або Люди з бронзи        | Andorra ou les hommes d'Airain       | Аснуррі                       |
| 1942 | ф | Весілля Шиффон                   | Le mariage de Chiffon                | капельдинер                   |
| 1942 | ф | Справа є справою                 | Les affaires sont les affaires       | Фінк                          |
| 1943 | ф | Великий мергельний кар'єр        | La grande marnière                   | Флері                         |
| 1943 | ф | Гупі-Червоні руки                | Goupi mains rouges                   | Гупі-Тонкін                   |
| 1943 | ф | Не кричіть про це на дахах       | Ne le criez pas sur les toits        | професор Леонар Бонтаґ        |
| 1943 | ф | Людина, яка продала свою душу    | L'homme qui vendit son âme           | Грегорі                       |
| 1944 | ф | Колекція Менара                  | La collection Ménard                 | Амеді Ґербюр                  |
| 1951 | ф | Послання короля                  | Correo del rey                       | Пібоді                        |
| 1951 | ф | Орхідея                          | La orquídea                          | батько                        |
| 1952 | ф | Морське право                    | Ley del mar                          | Рафаель                       |
| 1952 | ф | Каламутна річка                  | Rio turbio                           | Левіньян                      |